# Direitos LGBT na Bielorrússia
Pessoas lésbicas, gays, bissexuais e transgêneros (LGBT) na Bielorrússia enfrentam certos desafios legais e sociais não experimentados por outros residentes.

## Aspectos legais
A República Socialista Soviética da Bielorrússia criou-se em 1920 sem nenhum tipo de penalização contra a diversidade sexual, seguindo a tendência da Revolução Russa que tinha descriminalizado a homossexualidade, aprovado o divórcio e permitido o aborto em 1917. No entanto, baixo o novo governo stalinista, a homossexualidade masculina voltou-se a classificar como uma doença mental em 1930 e se criminalizou em 1934 baixo o artigo 119 do Código Penal com até cinco anos de trabalhos forçados em prisão.
Depois da independência da Bielorrússia em 1991, aprovou-se um novo Código Penal em 1994 legalizando de novo todas as práticas sexuais consensuais entre adultos.

## Condições sociais
As pessoas LGBTI enfrentam-se habitualmente a rejeição social e a homossexualidade segue sendo um tabu. Existem alguns locais dirigidos à comunidade gay, especialmente na capital. Desde os anos 1990 várias organizações lutam pelos direitos LGBT no país, como a Liga Lambda da Bielorrússia ou a associação Vstrecha (em português Encontro), encarregada de dar apoio a pessoas com VIH.
O primeira Parada do Orgulho LGBT de Bielorrússia celebrou-se em Minsk em 1999, organizado por a Liga Bielorrussa pela Igualdade Sexual Lambda e a revista Fórum Lambda. Desde então sucederam-se paradas a cada ano, ainda que em numerosas ocasiões as autoridades têm dificultado a celebração destas manifestações.
Em maio de 2017 abriu em Minsk o primeiro centro de apoio a pessoas LGBTQ+ da Bielorrússia.

## Tabela sumária
| Homossexualidade descriminalizada                                               | (de 1920 a 1934; e desde 1994) |
| Idade de consentimento igual                                                    | (16 anos)                      |
| Leis antidiscriminatórias no trabalho/emprego                                   | No                             |
| Leis antidiscriminatórias em todas as outras áreas                              | No                             |
| Reconhecimento de uniões entre pessoas do mesmo sexo (União de Facto)           | No                             |
| Casamento entre pessoas do mesmo sexo                                           | No                             |
| Aprovação formal para reatribuição de sexo (acompanhamento, terapia e cirurgia) | Yes                            |
| Direito a modificar documentação legal de género                                | Yes                            |